# 米洛什·维斯特奇尔
米洛什·维斯特奇尔（捷克語：Miloš Vystrčil，發音：[ˈmɪloʃ ˈvɪstrˌt͡ʃɪl]；1960年10月8日—），現任捷克參議院議長。曾任泰爾奇市長和維索基納州州長。

## 政治生涯
米洛什·维斯特奇尔於1960年出生在達奇采。他曾就學於馬薩里克大學並成為教師。他在天鵝絨革命中擔任教師代表，韋德齊於1991年加入公民民主黨。他於1994年當選為泰爾奇議會議員。韋德齊於1998年當選為泰爾奇市長，任職至2001年。
韋德齊參加了2000年地區選舉，並成為維索基納州議會議員。他在2004–2008年擔任維索基納州州長。2010年，韋德齊參加了捷克參議院選舉，與社會民主黨人瓦茨拉夫·斯泰利克競爭，並當選為參議員。2016年，韋德齊再次當選。
2020年1月，時任參議院議長柯佳洛病逝，隨後韋德齊被提名為參議院議長的人選。根據捷克憲法，參議院議長的地位僅次於總統。除了他所在的公民民主黨，他的提名還得到捷克社會民主黨、捷克基民盟和是的2011的支持；2月19日，韋德齊贏得選舉成為新的參議院議長。同年10月捷克參議院改選27席，與韋德齊立場相左的執政陣營僅獲得9席，隨後韋德齊於11月獲得73席議員壓倒性支持連任議長。

### 訪問台灣相關風波

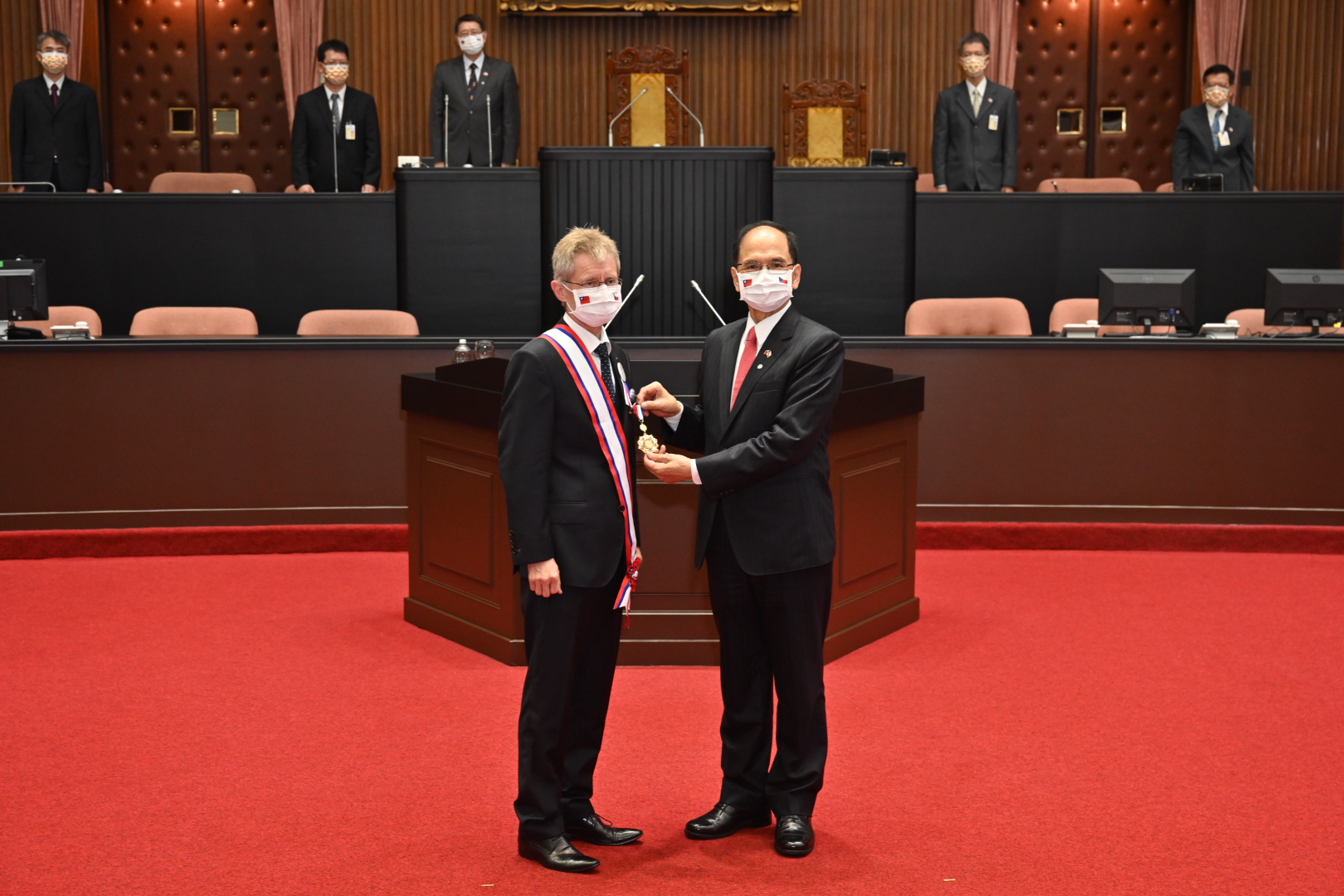
中華民國立法院院長游錫堃向捷克參議院议长米洛什·维斯特奇尔頒贈國會外交一等榮譽獎章。

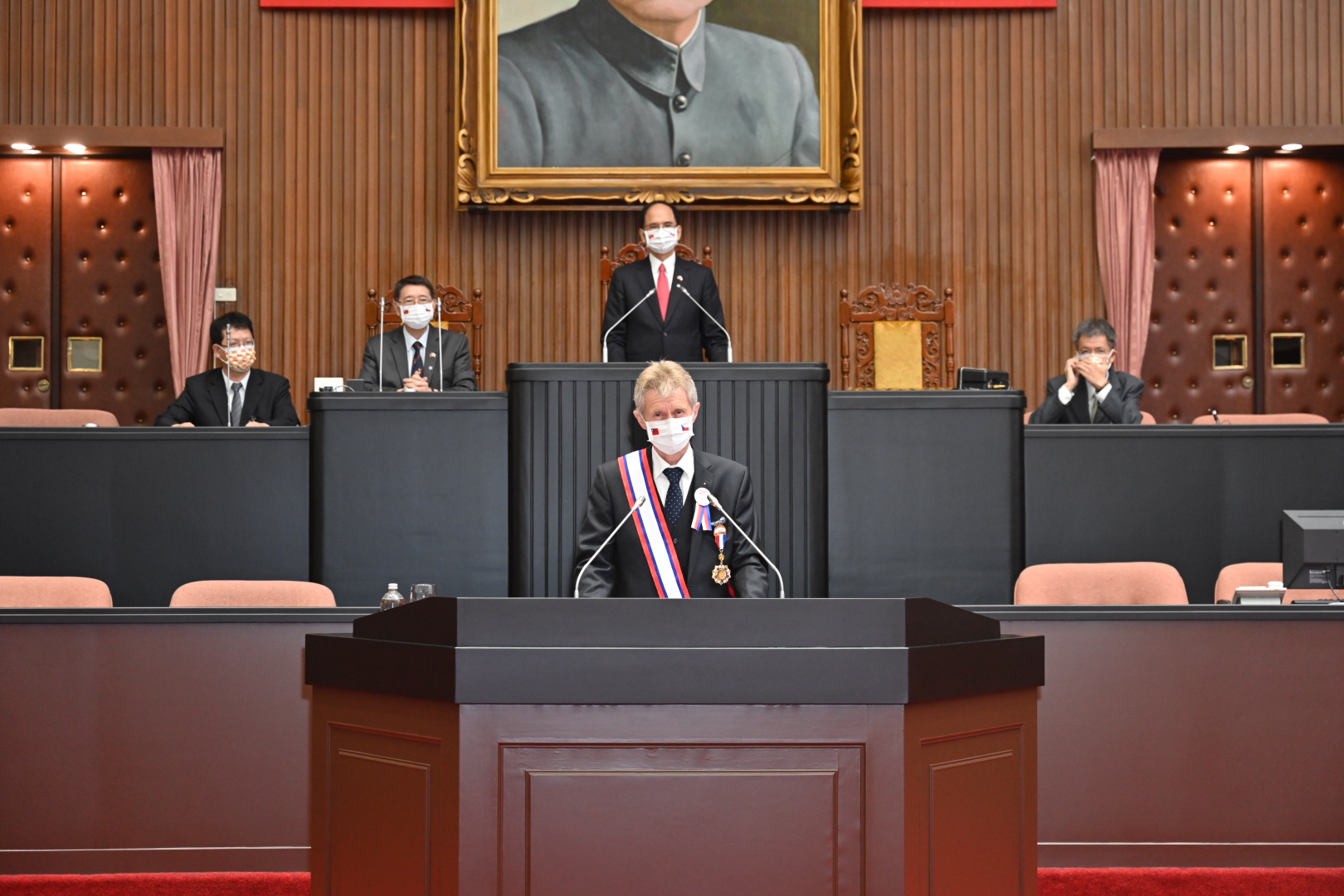
捷克參議院议长维斯特奇尔于中华民国立法院发表演讲，並獲得全場起立鼓掌。

2020年8月30日，米洛什·维斯特奇尔继承前议长柯佳洛遺志（因心脏病猝死而未能成行），與布拉格市長賀吉普等共九十人的代表团访问臺灣，與中華民國總統蔡英文等官員會面。韋德齊是有史以来访台的捷克現任官员中级别最高的一位，行程中在中華民國立法院發表演說，是中華民國史上繼1974年底薩爾瓦多國會議長羅德力格茲及1996年剛卸任的前波蘭總統華勒沙後分別睽違近半和四分之一世紀首位在立法院演講的外國國會議長及高階政界人士，同時是中華民國史上首位在立法院演講的非邦交國國會議長，因此立法院頒發予他「國會外交一等榮譽獎章」。在立法院进行演讲的过程中，韦德齐仿效美国总统肯尼迪于柏林墙下的演讲《我是柏林人》说出“我是台湾人”，並獲得全場立委起立鼓掌。中华人民共和国驻捷克大使馆发言人對此表示反對，而韋德齊則回應「此次出访是延续前总统哈维尔和前外长伊日·丁斯特比爾建立的外交传统，也就是扞衞自由和民主。捷克与民主国家合作，不管他人同意与否」。
8月31日，中华人民共和国外交部长王毅就捷克参议院议长访台表示：“在台湾问题上挑战一个中国原则，就是与14亿中国人民为敌，对于捷克参议长的公开挑衅及其背后的反华势力要让其为自己的短视行为和政治投机付出沉重代价。”中华人民共和国外交部並就此事召见捷克大使，提出严正交涉；中华人民共和国外交部欧洲司、驻捷克大使馆也分别提出严正交涉。
9月1日，王毅與德國外長海科·馬斯會面。海科·馬斯當面警告王毅：「威脅在這裏行不通」，並在會面後聯繫捷克外長湯瑪斯·佩崔切克以表達德國對捷克的支持。德國國會聯邦議院外交事務委員會主席諾伯特·洛特根亦斥責中國外長在訪問德國時竟親自「出言恐嚇另一個歐盟成員國以及議員」，是外交上的冒犯以及對民主的褻瀆。9月2日，斯洛伐克總統苏珊娜·查普托娃表示不能接受中國對捷克的威脅，斯洛伐克將與捷克站在一起。9月4日，捷克钢琴制造商佩卓夫的负责人向捷克媒体表示，有一笔来自中国大陸、价值20万欧元的订单突然遭到取消。9月6日，親中的執政黨捷克总统米洛什·泽曼批评韋德齊訪台是“幼稚的挑衅”，并考虑不邀请维斯特奇尔参加捷克的高层外交政策官员会议，同時捷克总理安德烈·巴比什也不认同韋德齊访台。

## 荣誉

### 外国勋章奖章
- 一等国会外交荣誉奖章（中华民国立法院，2020年9月1日于台北颁发[17][18]）